# Kamratvallen
Kamratvallen var en idrottsplats i Holmsund i Umeå kommun i Västerbottens län. Idrottsplatsen var hemmaarena för IFK Holmsund. Holmsundskamraterna spelade allsvenskt på Kamratvallen säsongen 1967. Holmsund utgjorde vid denna tid en egen kommun (Holmsunds köping) och blev första västerbottniska kommun med fotbollsallsvenskt spel. IFK Holmsund åkte ur serien, och hemmapubliken svek. Alla tiders allsvenska bottenrekord noterades på Kamratvallen den 29 oktober 1967 då endast 137 åskådare bevittnade Holmsundskamraternas förlust mot Gais, om man inte räknar med de matcher där publik inte tillåtits under pandemi eller som straff efter publikbråk. Kamratvallen revs 2022.

### Fotnoter
1. ↑  ”Information”. IFK Holmsund. Arkiverad från originalet den 20 februari 2015. https://web.archive.org/web/20150220000628/http://www.lagsidan.se/ifkholmsund/information.html. Läst 16 december 2011.
2. ↑  Jimmy Lindahl (5 juli 2004). ”Allsvenskans högsta publiksiffror genom tiderna/Allsvenskans lägsta publiksiffror genom tiderna”. Bolletinen. http://www.bolletinen.se/sfs/pdf/stat_h_allsvens_1924_2004_allsvenskas_hogsta_publiksiffror.pdf. Läst 11 oktober 2013.
3. ↑  ”Nu går Kamratvallen i Holmsund i graven: Det finns bara ett ord – Sorgligt”. SVT. 5 juli 2022. https://www.svt.se/nyheter/lokalt/vasterbotten/nu-gar-klassiska-kamratvallen-i-holmsund-i-graven. Läst 7 november 2023.